# Galešnjak
Galešnjak is een eiland voor de kust van Kroatië.
Het ligt tussen het eiland Pašman en de stad Turanj op het vasteland. Galešnjak staat bekend om zijn hartvormige oppervlakte. Het heeft een oppervlakte van 132.000 m². De kustlijn heeft een lengte van 1,55 kilometer. Er zijn twee heuvels op het eiland, het hoogste punt ligt op 36 meter boven de zee.
Galešnjak is in privébezit. Het is een onbewoond eiland. Wel zijn er drie Illyrische graven uit de oudheid aangetroffen en de sporen van de fundering van een gebouw.
Het eiland werd bekend toen in 2004 Google Earth met zijn online kaartendienst startte en het door internetgebruikers werd opgemerkt. De bijzonder hartvorm zorgde ervoor dat het kleine eiland op televisie, magazines en op talloze websites werd vermeld.